# مقدونیه پیرین

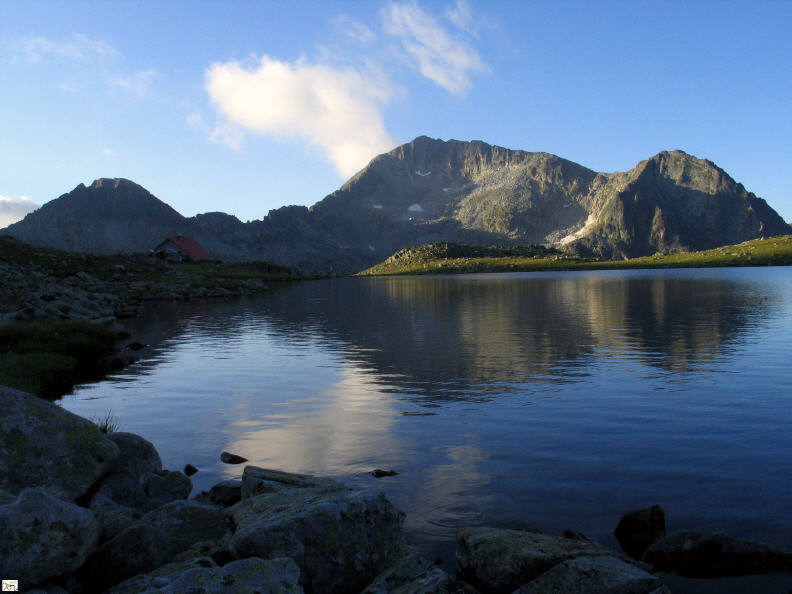
دریاچه تونو واسیلاشکو در پیرین

مقدونیه پیرین (بلغاری: Пиринска Македония; Българска Македония) یا مقدونیه بلغارستان سومین منطقه در  ناحیه مقدونیه است که در شبه جزیره بالکان و در جنوب‌غربی بلغارستان قرار دارد. این منطقه شامل بلاگووگراد و نواحی محاصره باراکووو در استان کیوستندیل می‌باشد. 
مساحت آن حدود ۶،۷۹۸ کیلومتر مربع است که ۱۰.۱۸ % از منطقه جغرافیایی مقدونیه است. یکی از مراکز منطقه‌ای بلاگووگراد است. این استان هم‌مرز با استان کیوستندیل و استان صوفیه در شمال، استان پازارجیک، بلغارستان و استان اسمولیان در شرق، یونان تا جنوب و جمهوری مقدونیه شمالی تا غرب است. جمعیت حدود ۳۲۵.۰۰۰ نفر تخمین زده شده‌است.